# Controladors d'elit
Un controlador d'elit és, en termes d'immunologia, una persona que ha estat infectada pel virus de la sida però que sap que, sense necessitat de fàrmacs, mai arribarà a desenvolupar la malaltia, tot i que sí que la pot contagiar, gràcies a la presència al seu cos d'una quantitat extraordinària d'un tipus de cèl·lules del sistema immunitari. Els controladors d'elit es caracteritzen tenen a la sang una concentració d'alfa defensines deu vegades superior a la normal en una persona sana, cosa que fa que el virus no passi de 50 còpies per mil·lilitre de sang, mentre que en les persones amb una concentració normal d'alfa defensines, si no pren cap medicament ni fa cap tractament, la concentració de còpies assoleix un valor 1.000 vegades superior. A més, en els controladors d'elit el virus de la sida mai no arriba a passar la barrera de les alfa defensines, de manera que no aconsegueix atacar la resta del sistema immunològic. Cal ressaltar que sí que queda una petita quantitat de virus a la sang i, per tant, els controladors d'elit són seropositius i poden contagiar la sida i transmetre-la als seus fills. Un 5% dels infectats per la sida són controladors d'elit.